# فرانکو آرکالی
فرانکو آرکالی (ایتالیایی: Franco Arcalli؛ ۱۳ مارس ۱۹۲۹–۲۴ فوریه ۱۹۷۸) فیلم‌نامه‌نویس، بازیگر و تدوین‌گر اهل ایتالیا بود.
علت شهرت او همکاری با کارگردانانی چون میکل‌آنجلو آنتونیونی و برناردو برتولوچی است.
از فیلم‌ها یا مجموعه‌های تلویزیونی که وی در آن‌ها نقش داشته است، می‌توان به آدم‌ربایی، اوئدیپوس اُرکا، سیمونا، خوش به‌حال پولداران، روزی روزگاری در آمریکا، سندیکا: مرگی در باند تبهکاران و کارگر بازنده است اشاره نمود.

## زندگی و حرفه
در رم در خانواده‌ای ونیزی به دنیا آمد و نام خانوادگی او اورکالی بود، اما به اشتباه توسط افسر اداره ثبت به عنوان آرکالی ثبت شد و این خطا هرگز تصحیح نشد. در پانزده سالگی، پس از مرگ پدرش که توسط فاشیست‌ها کشته شد، آرکالی به ونیز رفت و در آنجا با پارتیزان‌ها همکاری کرد.
آرکالی در سال ۱۹۵۴ به عنوان بازیگر با ایفای نقش کوچکی در فیلم احساس (Senso) ساخته لوکینو ویسکونتی پا به دنیای سینما گذاشت.
آرکالی سال‌ها بعد به رم نقل مکان کرد، جایی که برای چند سال خود را به عنوان یک تدوینگر «خلاق» شناساند، و حتی با کار در شرکت فیلمسازی یورو اینترنشنال فیلم، این موقعیت را برای انتخاب فیلم تثبیت کرد.